# Franz Niklaus Zelger
Franz Niklaus Zelger (Stans, 4 ottobre 1765 – Stans, 15 maggio 1821) è stato un condottiero e politico svizzero.

## Biografia
Figlio di Jakob Josef Zelger e di Anna Maria Generosa Lussi. Frequentò le scuole di Lucerna, Bellinzona, Lugano e Porrentruy. Di religione cattolica, dal 1784 al 1787 fu tenente al servizio della Francia. Nel 1787 sposò Anna Marie Josefa Christen, figlia dello Schlüsselherr (tesoriere) Clemens Christen.
Ebbe un ruolo rilevante nella politica cantonale di Nidvaldo: divenne nel 1791 comandante della milizia cantonale, segretario dell'Ürte (corporazione comunale) di Stans dal 1792 al 1796, e infine avvocato e consulente giuridico cantonale nel 1793. Durante la Repubblica Elvetica fu giudice al Tribunale supremo nel 1798 e vicepresidente della Corte di cassazione nel 1802. Dopo che la Svizzera assunse nuovamente un assetto confederale a seguito dell'Atto di Mediazione, divenne landamano di Nidvaldo per sette volte dal 1804 fino al 1821 e alfiere e appaltatore dei sali dal 1810.
Nello stesso periodo, ricoprì anche diverse cariche militari cantonali, fra cui comandante della milizia cantonale nel 1791, segretario parrocchiale e capitano generale nel 1794, e capitano generale del contingente ausiliario nidvaldese a Berna e Obvaldo nel 1798. Fu cofondatore e poi presidente della sezione nidvaldese della Società militare elvetica.
Fra le sue opere si ricorda una storia di Untervaldo scritta in collaborazione con Josef Mariä Businger. A partire dal 1810 si impegnò per la riforma dell'assistenza pubblica e nel 1815 rappresentò gli interessi del cantone in occasione dei negoziati per il Patto federale del 1815.

## Opere
- Kleiner Versuch einer besondern Geschichte des Freystaats Unterwalden ob und nid dem Kernwalde, 1789-1791 (con Josef Mariä Businger)
- Urkundliche Geschichte der Nidwaldnischen, 1814